# Maria Wörth
Maria Wörth (szlovénül Otok) osztrák község Karintia Klagenfurtvidéki járásában. 2016 januárjában 1545 lakosa volt.

## Elhelyezkedése

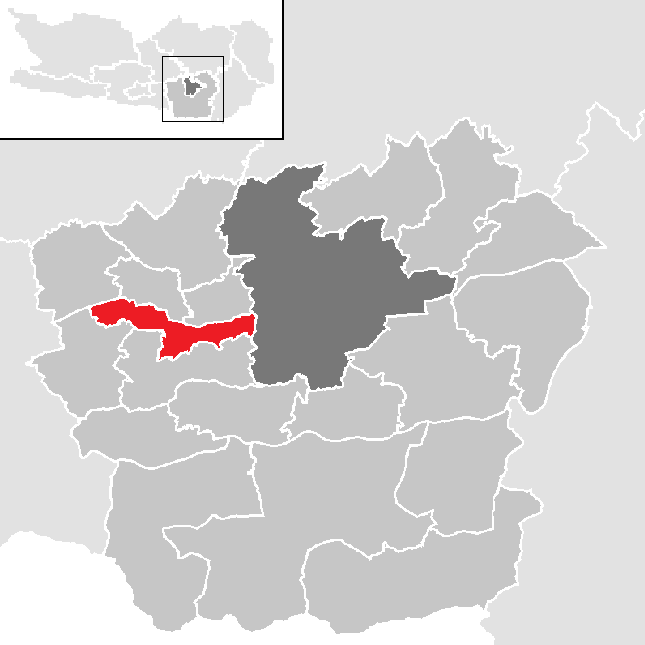
Maria Wörth a Klagenfurtvidéki járásban

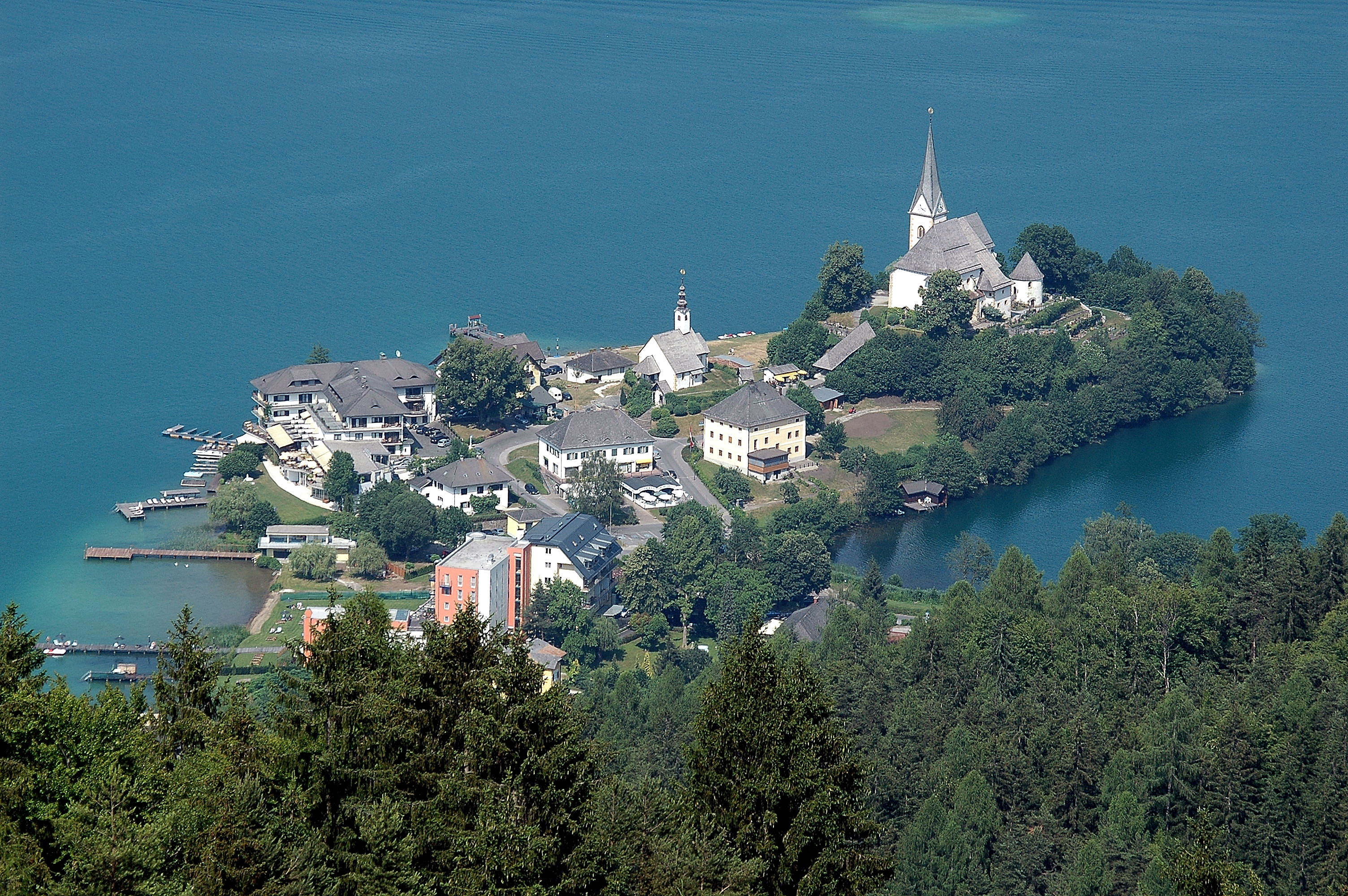
Maria Wörth látképe a Pyramidenkogeli kilátóból

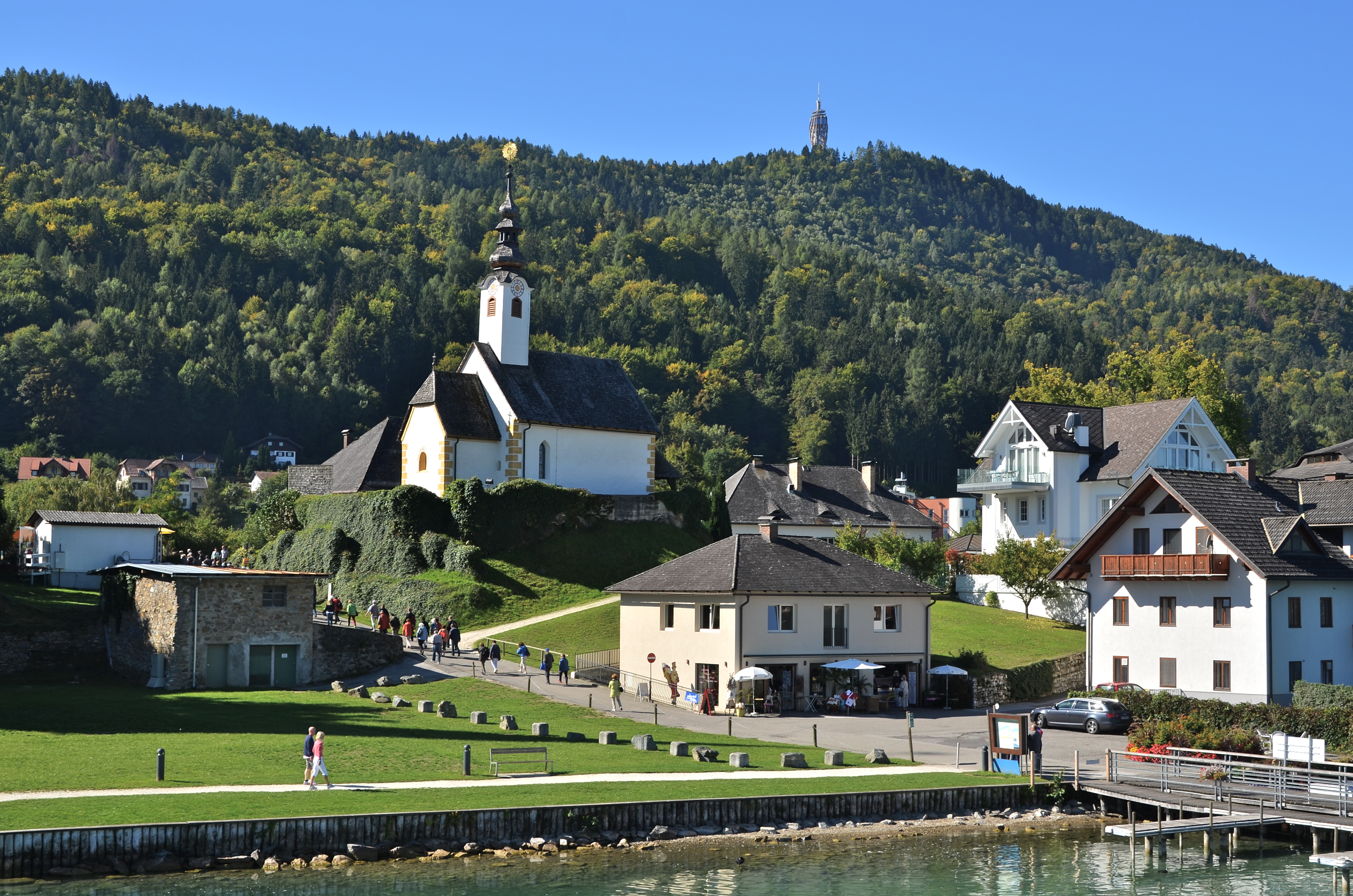
A Téli templom

Maria Wörth Karintia déli részén fekszik, 14 km-re nyugatra a tartományi székhely Klagenfurttól, a Wörthi-tó déli partjáról kinyúló kis félszigeten. Az önkormányzathoz tartozó terület az erdős-dombos déli tópart jelentős részére kiterjed. Az önkormányzat 8 falut és egyéb településrészt fog össze: Maiernigg (38), Maria Wörth (140), Oberdellach (49), Raunach (123), Reifnitz (777), St. Anna (60), Sekirn (258), Unterdellach (83).
A környező települések: északra Pörtschach am Wörther See és Krumpendorf am Wörthersee, keletre Klagenfurt, délre Keutschach am See, délnyugatra Schiefling am Wörthersee, északnyugatra Techelsberg am Wörther See.

## Története
Maria Wörthöt a freisingi püspök által küldött, a pogány szlávokat megtérítő misszionáriusok alapították 830-ban a Wörthi-tó szigetén (a félsziget 1770-ig sziget volt, szlovén neve: Otok is ezt jelenti). A templomot 875-ben építették a sziget legmagasabb pontján és Szent Primus és Felicián mártírok ereklyéit helyezték el benne. A 10. század második felében innen kiindulva több templomot is alapítottak a térségben. Maria Wörth első írásos említése 894-ben történt.
I. Ottó freisingi püspök 1146-1150 között Maria Wörth-ben alapította Karintia második székeskáptalanját. 1155-ben újabb templomot szenteltek fel, a Rózsafüzér- vagy Téli-templomot. 1399-ben mindkét templom leégett és újjáépítették őket. 1500 körülre a freisingi püspök elvesztette karintiai befolyását és a prépostság a millstatti kolostor alá került, amelyet 1598-ban átvettek a jezsuiták. A jezsuita rendet 1773-ban betiltották, Maria Wörth pedig 1809-ben az újra megnyitott Sankt Paul-i kolostor, illetve részben a Pörtschach melletti Leonstain kastélyának birtokába ment át.
1770-ben elkészült a Wörthi-tó mesterséges lefolyása, a Glanfurt; a vízszint esésével Maria Wörth szigete félszigetté vált.
Amikor 1850-ben megalakultak az ausztriai önkormányzatok, Maria Wörth Schiefling am Wörthersee-hez, Reifnitz pedig Keutschachhoz került. Maria Wörth 1903-ban vált önállóvá. 1938-ban Maria Lorettót és a tópart egy részét Klagenfurthoz csatolták.

## Lakossága
A Maria Wörth-i önkormányzat területén 2016 januárjában 1545 fő élt, ami jelentős gyarapodást jelent a 2001-es 1258 lakoshoz képest. Akkor a helybeliek 93,5%-a volt osztrák, 3,3% német, 1,2% boszniai és 1% horvát állampolgár. 80,6% római katolikusnak, 7,2% evangélikusnak, 1% muszlimnak, 7,8% pedig felekezet nélkülinek vallotta magát.

## Látnivalók

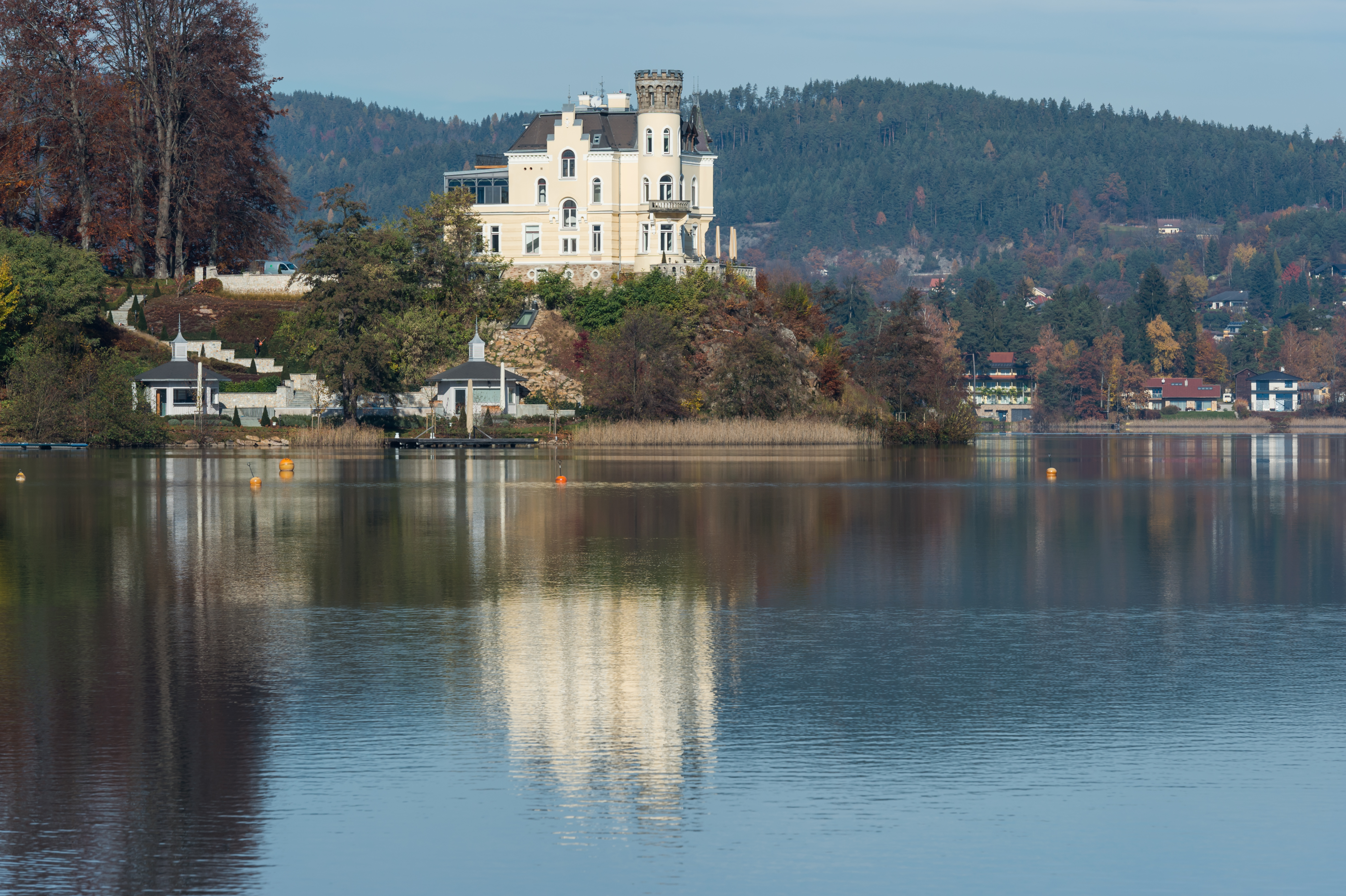
A reifnitzi kastély

- a Szt. Primus és Felicián-plébániatemplom a félsziget legmagasabb pontján épült eredetileg román, mai formájában késő gótikus stílusban. Itt helyezték el Primus és Felicianus mártírok földi maradványait. A 9. században a keresztény térítés egyik bázisa volt Karintiában. Romantikus tóparti fekvése miatt ma az egyik legnépszerűbb esküvői helyszín a tartományban.
- a kis Téli templom (vagy Rózsafüzér-templom) a plébániatemplomtól nyugatra és valamivel lejjebb helyezkedik el. A hagyomány szerint 1155-ben szentelték fel.
- az 1898-ban épült reifnitzi kastély ("Kis-Miramar") a Reifnitzi-öböl északi részénél található.
- a maierniggi Villa Schwarzenfels-et 1894-ben építette a bécsi Friedrich Theuer.

## Testvértelepülések
- Freising (Németország)
- Codroipo (Olaszország)
- Aretxabaleta (Spanyolország)

## Fordítás
- Ez a szócikk részben vagy egészben  a   Maria Wörth című német Wikipédia-szócikk ezen változatának fordításán alapul.  Az eredeti cikk szerkesztőit annak laptörténete sorolja fel. Ez a jelzés csupán a megfogalmazás eredetét és a szerzői jogokat jelzi, nem szolgál a cikkben szereplő információk forrásmegjelöléseként.